# 车臣共和国国徽
车臣共和国国徽（俄语：Герб Чеченской Республики）是车臣共和国的国家象征，车臣的现行国徽是由车臣代理总统谢尔盖·阿布拉莫夫于2004年6月22日批准的125号令中做出规定的。

## 历史
2003年，车臣共和国总统艾哈迈德·卡德罗夫在选举结束后开始着手制定车臣新的国徽。2004年2月25日，车臣批准了新国徽，6月22日，代理谢尔盖·阿布拉莫夫签署法令，新国徽开始使用。
根据车臣共和国第125号总统令（2004年6月22日）《车臣共和国国徽条例》规定，车臣共和国国徽（以下简称“国徽”）是车臣共和国正式的国家象征。国徽以国家精神、车臣人民在现代世界的形象为基础设计。色彩包括黄色、红色、蓝色和白色。最内侧圆形的底色为白色，圈中心是象征团结的的车臣民族纹饰，纹饰为红色。民族纹饰两侧蓝颜色的为历史悠久的纳克塔和井架。主图案向外是蓝色背景下的黄色麦穗，象征着车臣人的财富，麦穗的上方有一个星月符号。再外圈是黄色背景下的红色民族纹饰，最外圈是蓝色描边。

## 附：车臣历史徽章

### 北高加索酋长国国徽
|  |  | 1919年9月，维登诺伊玛目乌尊-哈吉宣布北高加索独立，并建立北高加索酋长国，该国疆域包括达吉斯坦山区、车臣山区和印古什的一部分。该政权没有明确的边界，是一个遵守伊斯兰教法的君主制国家，泛伊斯兰主义酋长国。仅阿塞拜疆、格鲁吉亚和土耳其三国曾承认该政权。1919年，北高加索酋长国发行纸币，面额有5、25、50、100、250和500卢布。纸币的正面印有该国国徽。 国徽的上方是一顶特本哈吉头冠，中间是一台象征着正义的天平，天平由步枪和佩剑支撑，天平的一侧是一面绿色旗帜，另一侧是一本象征古兰经的书。国徽的底部有一弯新月和三颗星星。 1920年3月，在布尔什维克的压力下，北高加索酋长国被撤销，乌尊-哈吉被任命为高加索地区穆夫提，于当年夏天去世。 |

### 车臣—印古什苏维埃社会主义自治共和国国徽
|  | 1978年5月26日，在车臣-印古什苏维埃社会主义自治共和国苏维埃会议通过新的自治共和国宪法，制定了新的国徽。1981年7月24日，国徽条例通过。 |

### 伊奇克里亚车臣共和国国徽
|  |  |  | 伊奇克里亚车臣共和国国徽主图案是一匹扭头的侧身母狼。国徽的外缘是新月状圆圈，上面有象征九个区划（tukhum）的九颗星星。伊奇克里亚车臣共和国当局使用该徽章时多是黑色和白色的不同变化。会徽作者是车臣艺术家苏尔坦·优素福。国徽在车臣于1990年在格罗兹尼举行的第一次代表大会上首次被提出。 |